# Frito-Lay
Frito-Lay, Inc. es una filial estadounidense de PepsiCo que fabrica, comercializa y vende chips de maíz, papas fritas y otros aperitivos. Las principales marcas de snacks producidas bajo el nombre de Frito-Lay incluyen los chips de maíz Fritos, Cheetos, Doritos y Tostitos, Lay's y Ruffles, Rold Gold y Walkers, cada uno de los cuales generó ventas mundiales anuales por más de mil millones de dólares en 2009. La sede principal está ubicada en Plano, un suburbio de Dallas. También operan desde una planta ubicada en Beloit que está en proceso de expansión.
La empresa tiene presencia en más de 42 países, y además genera 13 mil millones de dólares, siendo la mitad de las ganancias totales del grupo PepsiCo. Frito-Lay comenzó en la década de 1960 como dos empresas separadas, The Frito Company y H.W. Lay & Company, que se fusionaron en 1961 para formar Frito-Lay, Inc. Cuatro años más tarde en 1965, Frito-Lay, Inc. se fusionó con Pepsi-Cola Company, dando lugar a la formación de PepsiCo. Desde ese momento, Frito-Lay ha operado como una subsidiaria de PepsiCo. A través de Frito-Lay, PepsiCo es la mayor compañía de aperitivos distribuida en todo el mundo, con ventas de sus productos en 2009 que comprenden el 40 por ciento de todos los snacks salados vendidos en los Estados Unidos y el 30 por ciento del mercado no estadounidense. Frito-Lay North America representa el 31 por ciento de las ventas anuales de PepsiCo.

## Historia

### The Frito Company
La empresa fue creada en 1932 por el empresario de San Antonio (Texas) Elmer Dollin. Cuenta la leyenda que Dollin, empleado de la Highland Park Confectionery, había estado buscando un nuevo alimento para agregar a su negocio de helados y frituras caseras, puesto que la empresa en ese momento estaba a punto de quebrar, estando a punto de vender su negocio y regresar a México. Un día entró en un café en San Antonio, Texas donde compró unas frituras hechas a base de maíz para acompañar su sándwich, entonces después de pensarlo, se dio cuenta de que esas frituras podrían ser su salvación y era mejor a vender su negocio. Elmer Dollin habló con el dueño del café sobre aquellas frituras y le compró por 100 dólares la receta, 19 cuentas de venta al por menor y la máquina para hacer esas frituras. 
Entonces estableció su negocio en la cocina de su madre, donde al no tener dinero para pagar empleados, Elmer Dollin, su madre Daisy y su hermano Earl hicieron los primeros Fritos en la historia por la noche, haciéndolos a mano y moldeando la rígida masa y mojándola para adelgazarla, después fue metida en la máquina para ser horneada y luego fueron empaquetadas en bolsas de 5 centavos, las únicas bolsas de la época que eran vendidas. Curiosamente todavía se usan estas bolsas en la actualidad, lo que hace que fritos sea más identificado. La familia producía 4 kilogramos y medio al día y ganaban 8 o 10 dólares por día. Poco después, la demanda por aquellas frituras aumentó, instalando la cocina en el garaje. Su producción subió de 4 kilogramos y medio por día, a 45 kilogramos y tercio por hora. Gran parte del mérito fue debido a una máquina creada por los hermanos Dollin llamada El Martillo en la cual la navaja con la que cortaban los Fritos era golpeada por un martillo, consiguiendo cortar las frituras a la medida exacta.
El acelerado crecimiento de la producción en línea, ocasionó que a finales de año se operara en Houston y Dallas, también cambiaron las oficinas centrales de San Antonio a Dallas por la localización en el centro de Texas y la mayor accesibilidad a la materia prima. En 1937 The Frito Company abrió su laboratorio de desarrollo e investigación, siendo el primero de ese tipo de la industria. Los motivos fueron resultado de la búsqueda por parte de Elmer Dollin de recursos como el maíz de alta calidad. Otros productos nuevos fueron agregados a la producción como Fritos Potato Chips, más tarde llamados Ta-Tos, los cuales fueron introducidos en 1935, seguidos por Fritos Sandwiches de mantequilla de cacahuete y Fritos Cacahuetes en 1937. Los hermanos Dollin compraron maquinaria y equipo de tecnología punta para su compañía, empleando a cientos de personas. En 1941 Fritos abrió su división del Oeste en Los Ángeles. Además entregaban los pedidos a las tiendas y supermercados ellos mismos. Pero tras el comienzo de la Segunda Guerra Mundial las ventas decayeron así como la mano de obra, fruto del reclutamiento de civiles para ir a la guerra. 
La prosperidad de la compañía volvió al finalizar la guerra en 1945. Con un incremento de la población, se había encontrado la prosperidad en Estados Unidos y había cada vez más demanda por los Fritos. Entonces fue establecida The Fritos Sale Company, la cual separaba las ventas de las actividades de producción. The Frito Sales Company fue hecha para convertir la distribución de productos de la compañía en propias rutas y la Sales Engineering Division era la encargada de analizar el potencial de ventas de diferentes áreas de comercio y designar las rutas convenientes. Este sistema de distribución, que es el que se sigue usando hoy en día, permitía a cada camión de carga servir una ruta y dejar los Fritos directamente al cliente. En 1945 The Frito National Company llevó a cabo su plan de expansión más ambicioso, ofreciendo 6 franquicias. Se hizo una franquicia especial la cual fue ofrecida a la H.W. Lay Company de Atlanta, GA. de Herman W. Lay para distribuir y manufacturar los productos de Fritos en el sudeste de Estados Unidos, conllevando un inicio de compañerismo entre las dos compañías y entre los dueños, Herman W. Lay y Elmer Dollin, ocasionando eventos futuros como la fusión de estas dos empresas en 1961. En 1947 le fue ofrecida a Hawái una franquicia y fueron otras franquicias a lo largo de Estados Unidos. 
La visión de expansión de Elmer Dollin hizo que 3 años después de 1950, Fritos fuera vendido en 48 estados de Estados Unidos y en 1962 Fritos era vendido en 48 países. The Frito Company ofreció su primera oferta de abastecimiento en 1954 con ventas que llegaron a los 21 millones de dólares. En 1956 en un movimiento para consolidar su distribución nacional y crear la primera compañía nacional bocadillos, The Frito Company empezó a comprar las franquicias que había vendido y adquiría Compañías Regionales de Bocadillos. Elmer Dollin usó su imaginación para convertir un negocio de cocina en una empresa multimillonaria. En el momento de su muerte, en 1959, The Frito Company ya producía 40 productos, tenía plantas en 18 ciudades, empleaba a cerca de 3.000 personas y las ventas excedían de los 50 millones de dólares. 

### The Lay Company

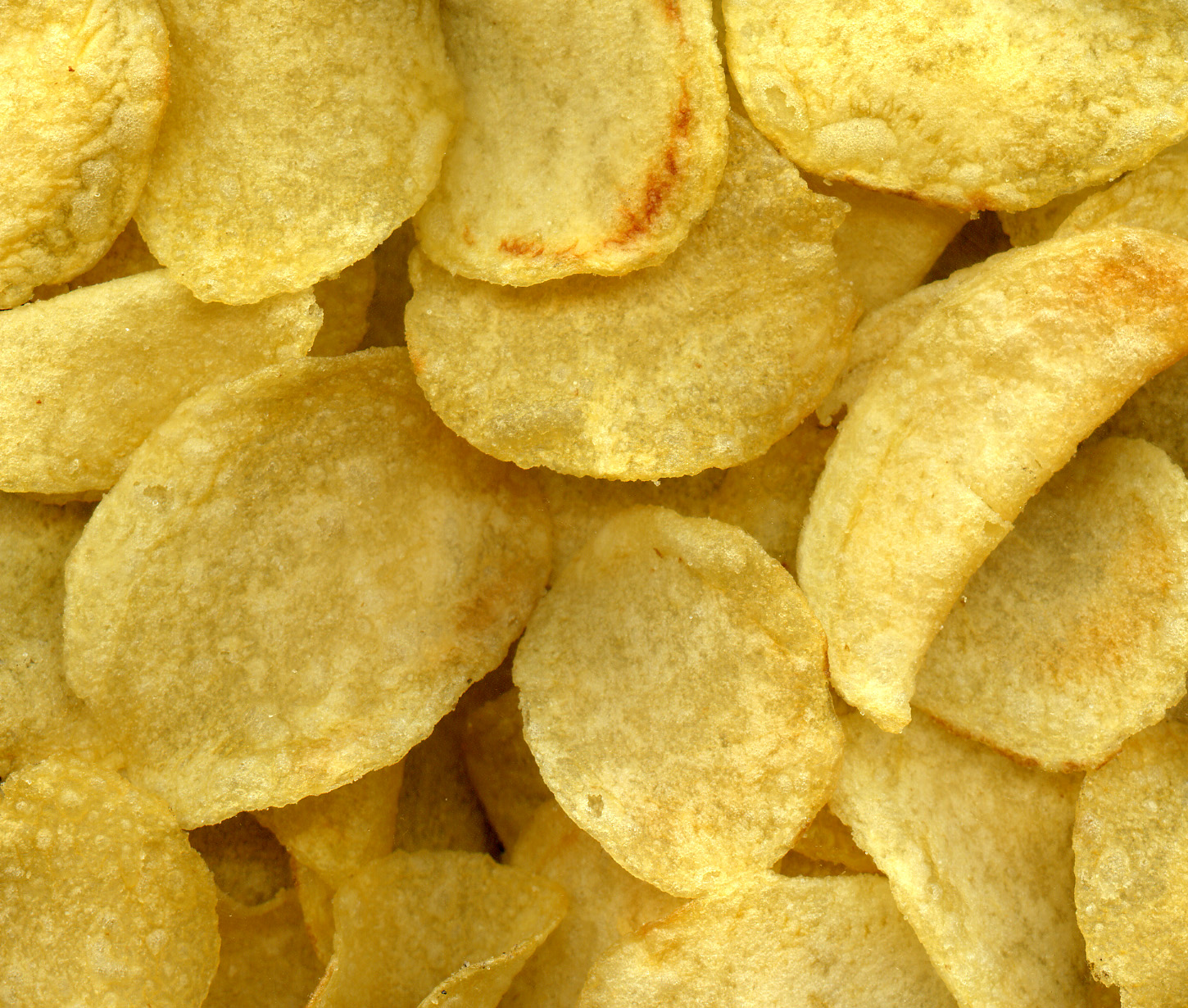
Patatas de Frito-Lay.

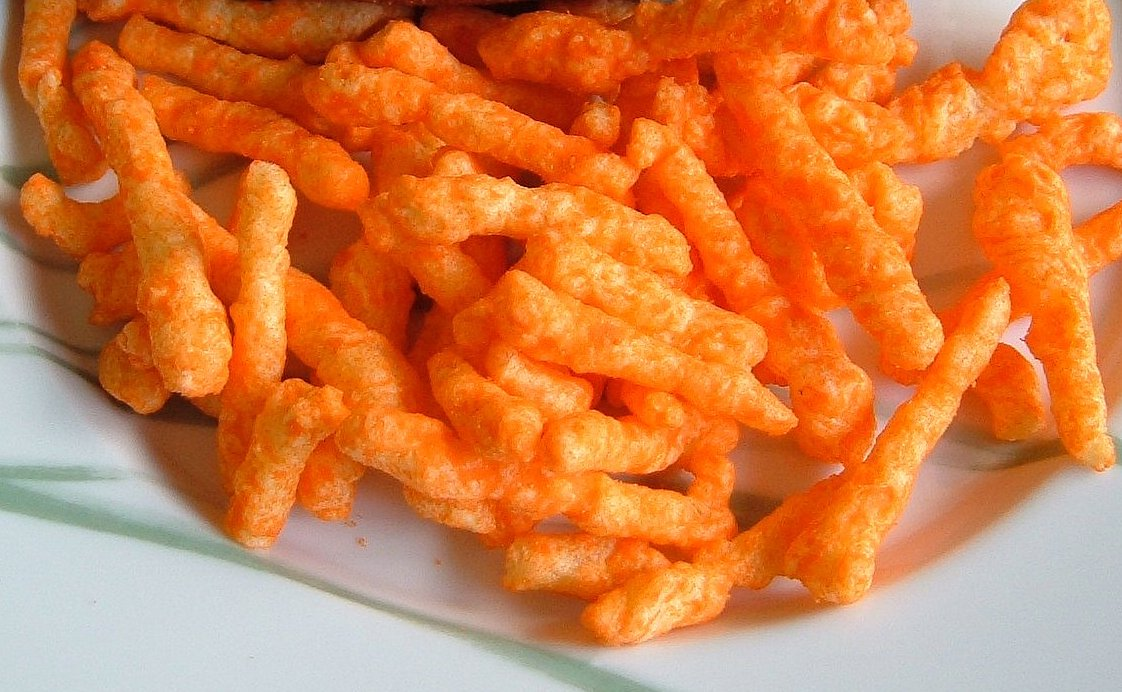
Uno de los productos más reconocidos de Lay; Cheetos.

En 1932, Herman W. Lay empezó su negocio de frituras hechas a base de patatas en Nashville (Tennessee), repartiendo las frituras en su Ford. Como Elmer Dollin, también había intentado su suerte en el negocio del helado. El señor Lay y su amigo habían planeado vender el helado a lo largo de la ruta del desfile en la convención nacional democrática de 1928 en Houston, Texas. Su plan de negocio falló cuando el desfile fue reencaminado y su negocio de helado fue dejado en una calle abandonada. Después de varios trabajos, el señor Lay trabajó vendiendo y repartiendo entregas de la Barret Food Products Company, una compañía de Atlanta, Georgia que producía frituras de patatas. Ese mismo año, el señor Lay asumió el control del almacén pequeño de Nashville de Barret Food Products Company como distribuidor, usando su coche Ford Modelo A como vehículo de entrega y 100 dólares en capital. El señor Lay recibió una asignación semanal de frituras de patata y un permiso de efectivo; el trabajo no le daba ningún sueldo, apenas un avance contra su comisión en ventas. En aquel momento tenía un trabajo, su propio territorio, y un negocio que haría funcionar independientemente. Mientras su territorio se iba ampliando, sus beneficios subieron. Él empleó a su primer vendedor en 1934, el mismo año en que su H.W. Lay Distributing Company se convirtió en una distribuidora importante para la Barrett Food Products Company. Tres años más adelante, Lay tenía 25 empleados y disponía de una empresa de fabricación más grande donde él producía palomitas y galletas emparedadas de mantequilla de maní.
En 1938 un representante de la Barret Food Company le hizo una oferta que no podía rechazar, en la cual le ofrecían las plantas de la compañía de Atlanta y Memphis por 60.000 dólares.
Incapaz de levantar solamente 5.000 dólares de inversionistas y de asociados, pidió prestados treinta mil dólares a un banco y persuadió a Barrett Company de bajar el precio ofrecido. Así Herman Lay movió sus jefaturas a Atlanta, y cambió el logotipo de Barret por el de H.W. Lay Co., Inc.. Cuando formó la H.W. Lay Corporation en 1939 disponía de 14 camiones repartidores en el área de Nashville-Chattanooga.
Herman Lay logró una increíble expansión al comprar la planta manufacturera Barret en Jacksonville, Florida y otras plantas en Jackson, Misisipi, Lousville, Kentuchy y Greensboro, Carolina del Norte. Herman W. Lay conservó la marca registrada de Gardner de los productos alimenticios de Barrett hasta 1944, cuando cambió el nombre del producto a Lay's Potato Chips e introdujo a Óscar - la patata feliz como eslogan.
En 1945, Herman W. Lay firmó un acuerdo exclusivo de la licencia con Frito Company para fabricar y distribuir Fritos en la mayor parte del territorio de ventas cubierto por H.W. Lay Company. En 1949, la compañía estableció un laboratorio de investigación para desarrollar productos nuevos, además de la compra de otras dos compañías, tales como Richmond Virginia Potato Chip Company y Capitol Frito Corp, incrementando la línea de productos y el área de distribución en la década de los 50. En 1959, con más publicidad, H.W. Lay & Company era la más grande empresa de patatas y bocadillos de los Estados Unidos, empleando a más de 1000 trabajadores y con plantas en 8 ciudades.

### Fusiones y adquisiciones de Frito-Lay, Inc.
En 1945, la Compañía Frito concedió a H.W. Lay & Company una franquicia exclusiva para fabricar y distribuir Fritos en el Sudeste. Las dos compañías trabajaron hacia la distribución nacional y desarrollaron una estrecha afiliación comercial.
En septiembre de 1961, The Frito Company y H.W. Lay & Company se fusionaron para convertirse en Frito-Lay, Inc., combinando su sede en Dallas, Texas. En este punto, los ingresos anuales de la compañía ascendieron a $ 127 millones, generados principalmente por las ventas de sus cuatro marcas principales en ese momento: Fritos, Lay's, Cheetos y Ruffles.

### Creación de PepsiCo, Inc.
En febrero de 1965, los consejos de administración de Frito-Lay, Inc. y Pepsi-Cola anunciaron un plan para la fusión de las dos compañías. El 8 de junio de 1965, la fusión de Frito-Lay y Pepsi-Cola Company fue aprobada por los accionistas de ambas compañías, y se formó una nueva empresa llamada PepsiCo, Inc. En el momento de la fusión, Frito-Lay poseía 46 fábricas en todo el país y tenía más de 150 centros de distribución en los Estados Unidos.
La fusión se llevó a cabo por múltiples factores, uno de los cuales era la posibilidad de que los bocadillos Frito-Lay fueran distribuidos fuera de sus mercados iniciales de los Estados Unidos y Canadá, esto a través de la presencia actual de Pepsi-Cola y la red de distribución en 108 países en el momento de la fusión. La distribución internacional de los productos Frito-Lay se expandió poco después de la fusión de 1965, y su presencia en Estados Unidos creció al mismo tiempo, convirtiéndose en la primera marca de papas fritas vendida en todo el país en 1965.
También en este momento, PepsiCo había previsto la comercialización de aperitivos Frito-Lay junto con refrescos de Pepsi-Cola. En una entrevista con Forbes en 1968, el entonces CEO de PepsiCo, Donald Kendall, resumió esto al señalar que "las papas fritas te producen sed, Pepsi satisface la sed". Los planes para promover conjuntamente los refrescos y productos de aperitivos fueron frustrados más tarde ese año, cuando la Comisión Federal de Comercio falló en contra.

#### 1965-1980
Después de la formación de PepsiCo, Frito-Lay pronto comenzó a expandirse con el desarrollo de nuevas marcas de comidas en los años 60 y 70, incluyendo Doritos (1966), Funyuns (1969) y Munchos (1971). El nuevo producto más popular Frito-Lay lanzado durante esta era fue Doritos. Al principio el chip fue percibido por los consumidores como demasiado soso. En respuesta, la empresa volvió a lanzar Doritos en sabores a Taco, y luego Nacho Queso. La composición más picante resultó exitosa, y Doritos rápidamente se convirtió en la segunda línea de productos Frito-Lay más popular, en segundo lugar solamente a las patatas fritas de Lay's.
Frito-Lay se enfrentó a una mayor competencia en la década de 1970, de la competencia de las marcas de chips de patata, como Pringles, lanzado por Procter & Gamble en la competencia con Lay's. Nabisco y Standard Brands también se expandieron en la década de 1970 para producir papas fritas, queso curls y pretzels, lo que aumentó la presión sobre la línea entera de Frito-Lay.

#### 1980-2000
Frito-Lay adquirió Grandma's Cookies en 1980, que se lanzó a nivel nacional en los Estados Unidos en 1983. En enero de 1978, el grupo de desarrollo de productos de Frito-Lay liderado por Jack Liczkowski completó el desarrollo de Tostitos, una línea de chips de tortilla mexicana. Tostitos Sabor Tradicional y Tostitos Sabor Nacho Queso entró en la distribución nacional en los Estados Unidos en 1980 y alcanzó las ventas de $ 140 millones, por lo que es una de las más exitosas introducción de nuevos productos en la historia de Frito-Lay. Las ventas de Tostitos crecieron rápidamente, y en 1985 se convirtió en la quinta marca más grande de Frito-Lay, generando ventas anuales de $ 200 millones. Delante de Tostitos en el momento eran Doritos, Lay, Fritos y Ruffles, cada uno registrando ventas anuales entre $ 250 y $ 500 millones. Mientras que Tostitos se convirtió en un éxito a largo plazo, varios otros nuevos productos lanzados en la década de 1980 fueron interrumpidos después de resultados mediocres. Estos productos Frito-Lay de corta duración incluyeron precintos rellenos y galletas Toppels, que venían pre-cubiertas con queso. A finales de la década de 1980, Frito-Lay adquirió Smartfood, una marca de palomitas de maíz con sabor a queso que comenzó a distribuir a través de los Estados Unidos. Las ventas internacionales comenzaron a aumentar significativamente en este momento también, con los ingresos anuales de ventas fuera de los EE. UU. y Canadá que representan $ 500 millones en 1989, lo que contribuye a las ventas totales de Frito-Lay de $ 3,5 mil millones en el mismo año.
Varios productos nuevos fueron desarrollados internamente en Frito-Lay y lanzados en la década de 1990, el más exitoso de los cuales fue Sun Chips, un chip de varios gránulos vendido por primera vez en 1991. Sun Chips, junto con nuevas variantes de Tostitos al horno (en lugar de frito) y Lay's, representaron la intención de Frito-Lay de capitalizar una tendencia emergente entre los adultos en los Estados Unidos, que mostraban una creciente preferencia por alternativas de bocadillos saludables. En 1994, Frito-Lay registró ventas al por menor anuales de casi $ 5 mil millones, vendiendo 8 mil millones de bolsas de chips, palomitas y pretzels durante ese año, superando a los competidores Eagle (propiedad de Anheuser-Busch) y Wise (propiedad de Borden).
Hasta mediados de los años noventa, Frito-Lay estaba representado en la estructura organizacional de PepsiCo como Frito-Lay, una sola división de PepsiCo. Esto cambió en 1996 cuando PepsiCo fusionó sus operaciones de bocadillos en lo que se tituló la "Frito-Lay Company", compuesta por dos divisiones posteriores, Frito-Lay North America y Frito-Lay International. En 1997, Frito-Lay adquirió la marca de mermelada de palomitas de maíz Cracker Jack, seguido en 1998 por múltiples adquisiciones internacionales y empresas conjuntas, incluyendo Smith's Snackfood Company (Australia) y Savoy Brands (Latinoamérica).

#### Actualidad (2000-presente)
A principios de los años ochenta, PepsiCo continuó creciendo sus marcas Frito-Lay de dos maneras: a través de la expansión y adquisición internacional. A través de una empresa conjunta con Walkers, una empresa de fabricación de chips y bocadillos del Reino Unido, Frito-Lay aumentó su presencia de distribución en Europa. En los años 2000 se organizaron empresas mixtas similares en otras regiones del mundo, entre ellas Smith's en Australia, y Sabritas y Gamesa en México. Como resultado de estos arreglos internacionales, algunos productos Frito-Lay globales (como Doritos) son de marca bajo el mismo nombre en todo el mundo. Otros mantienen sus nombres regionales originales. Por ejemplo, los chips de Lay's son un producto similar a los de Walkers Crisps en el Reino Unido y ambos comparten diseños de logo similares.
Quaker Oats Company se fusionó con PepsiCo en 2001, resultando en productos de bocadillos Quaker, incluyendo barras de granola Chewy y galletas de arroz Quaker, organizándose bajo la división operativa de Frito-Lay North America. Esta estructura operativa fue de corta duración, y en 2003, como parte de una reestructuración, las operaciones internacionales de Frito-Lay (antes Frito-Lay International) fueron incorporadas a la división internacional PepsiCo, mientras que Frito-Lay North America se mantuvo como su propia división, comprendiendo Frito-Lay negocio dentro de los Estados Unidos y Canadá.
Frito-Lay continuó experimentando con cambios en la composición de sus productos, introduciendo Reduced Fat Lay's y Cheetos en 2002. La línea de productos "Baked" también se expandió en 2002 para incluir Doritos al horno. En 2003, Frito-Lay introdujo los primeros productos en su línea "Natural", elaborados con ingredientes orgánicos. El primero de ellos incluía Tostitos de maíz orgánico, papas fritas de Laya Natural (sazonadas con sal marina) y Cheetos naturales de Cheddar.
Una nueva directora, Irene Rosenfeld, fue nombrada en 2005. Bajo su dirección, Frito-Lay North America continuó expandiendo sus líneas de productos con adquisiciones como Stacy's Pita Chip Company, que representó "el deseo de Frito-Lay de participar más ampliamente en los $ 90 Billones macrosnack categoría ", en particular la participación de bocadillos hechos con ingredientes más naturales, de acuerdo con informes de su industria en ese momento. En 2010, Frito-Lay reformuló Lay's Kettle y Lay's saborizados fichas en una nueva variante etiquetados como hechos con ingredientes naturales. Las ventas de papas fritas Lay's crecieron un 8% tras el cambio a ingredientes totalmente naturales. Como resultado, Frito-Lay anunció en 2010 sus planes de convertir aproximadamente la mitad de todos los productos Frito-Lay, incluyendo Sun Chips, Tostitos, Fritos y pretzels Gold Rold, a ingredientes totalmente naturales en 2011.

## Productos
| - Fritos - Cheetos - Baken-ets - Ruffles - Sabritas - Gamesa | - Doritos - Funyuns - Lay's - Tostitos - Walkers - SmartFood - Cracker Jack | - Baked Lay's - WOW! Chips - Sun Chips - Munchies - Oberto | - Rold Gold - Grandma's Cookies - Cookies and Quaker Chewy Bars - Fruit & Oatmeal Bars |

## Controversias

### Estereotipos en los comerciales de los años 1960
En 1967, la compañía presentó a un portavoz de dibujos animados, el Frito Bandito, que fue objeto de críticas de grupos mexicano-americanos, quienes expresaron su preocupación por retratar un estereotipo mexicano. Frito Bandito (expresado por Mel Blanc) llevaba un sombrero y bandoleros, tenía un bigote en el manillar y blandía pistolas. Las protestas de grupos de defensa como el Comité Nacional Interamericano contra la Difamación Mexicano-Americana (o NMAADC) provocaron algunas concesiones iniciales, tales como la eliminación de las pistolas y un aclareo. Frito Bandito fue reemplazado en 1970 por The Muncha Bunch, y luego de nuevo por una nueva caricatura llamada W.C. Fritos (basado en W. C. Fields).

### Ingredientes genéticamente modificados con controversias
A finales de la década de 1990, el uso de organismos genéticamente modificados (OGM) estaba aumentando como una práctica agrícola, ya que hacía crecer cultivos de maíz más grandes (y por lo tanto menos costosos de producir). Los grupos ambientalistas expresaron su preocupación por las evidencias recientes de la investigación en Suiza, advirtiendo de los graves riesgos para la salud humana y el medio ambiente relacionados con la producción y consumo de productos elaborados con OMG. Frito-Lay, debido en parte a su apalancamiento como uno de los compradores más grandes del mundo de maíz, se convirtió en el blanco de los esfuerzos de cabildeo de los defensores y opositores de los OMG. A finales de 1999, Frito-Lay pidió a sus proveedores no utilizar maíz genéticamente modificado. Un anuncio similar se produjo a principios de 2000, cuando la empresa pidió a sus agricultores no cultivar papas genéticamente modificadas. Frito-Lay dijo que estas solicitudes se hicieron en respuesta a las preocupaciones de los consumidores, y no en respuesta a las protestas de la OCA, Greenpeace u otros grupos. Un representante de Greenpeace expresó la perspectiva de que este movimiento fue un paso positivo, afirmando que "Frito-Lay es de aproximadamente dos tercios de las ventas de PepsiCo. Se dan cuenta de que la escritura está en la pared y que la gente no quiere comer OMG".
En 2012, la Política Global de Alimentos e Ingredientes Modificados Genéticamente de Pepsico fue:
"PepsiCo se dedica a producir la más alta calidad, los mayores productos de degustación de alimentos y bebidas en todas partes del mundo. PepsiCo asegura que todos los productos cumplen o exceden las estrictas normas de seguridad y calidad y usan sólo ingredientes seguros y aprobados por las autoridades gubernamentales y reguladoras aplicables. La aprobación de los alimentos modificados genéticamente difiere de un país a otro con respecto al uso y el etiquetado. Por esta razón, PepsiCo se adhiere a todos los requisitos reglamentarios pertinentes sobre el uso de cultivos alimentarios genéticamente modificados e ingredientes alimentarios en los países en los que opera.
Cuando se apruebe legalmente, las unidades de negocios individuales pueden optar por usar o no utilizar ingredientes genéticamente modificados basados en las preferencias regionales".

### Grasas trans
En medio del aumento de las preocupaciones sobre la ingesta de grasas y grasas trans, el contenido de grasa se redujo y grasas trans fueron eliminados de Doritos, Tostitos y Cheetos en 2004. La composición de Ruffles, Lay y Fritos no cambiaron, ya que estos productos siempre habían estado libres de grasas trans.